# Saint-André-de-Rosans
Saint-André-de-Rosans település Franciaországban, Hautes-Alpes megyében. Lakosainak száma 158 fő (2022. január 1.). Saint-André-de-Rosans Moydans, Ribeyret, Rosans, Sorbiers, Chauvac-Laux-Montaux, Montferrand-la-Fare és Roussieux községekkel határos.

## Népesség
A település népessége az elmúlt években az alábbi módon változott:
| Lakosok száma | 137  | 123  | 141  | 147  | 140  | 145  | 151  | 152  | 154  | 158  |
|               | 1968 | 1982 | 1990 | 2006 | 2013 | 2015 | 2017 | 2019 | 2020 | 2022 |